# Chapelle Notre-Dame-de-Tréavrec
Pour les articles homonymes, voir Chapelle Notre-Dame.
La chapelle Notre-Dame de Grâce est située au lieu-dit Tréavrec (Bihan), sur la commune de Brech, dans le Morbihan.

## Historique
La chapelle, appelée aussi localement Notre-Dame-de-la-Force, est bâtie en 1464. De plan rectangulaire, elle a un décor sobre (sa porte d'entrée sud, de style Renaissance, est ornée d'un fronton triangulaire, de losanges et pilastres). 
La chapelle fait l’objet d’une inscription au titre des monuments historiques depuis le 8 mai 1933.
Vouée au culte marial, la tradition voulait que l'on balaie consciencieusement la chapelle avant de demander une grâce : notamment on invoquait la Vierge Marie pour aider les enfants à marcher.

## Architecture
La structure architecturale est traditionnelle. De fines moulures, des pilastres à pinacles et une frise à motifs géométriques sont remarquables sur la façade ouest. Son tympan est sculpté. 
Au nord, la porte est surmontée d’un blason de famille.

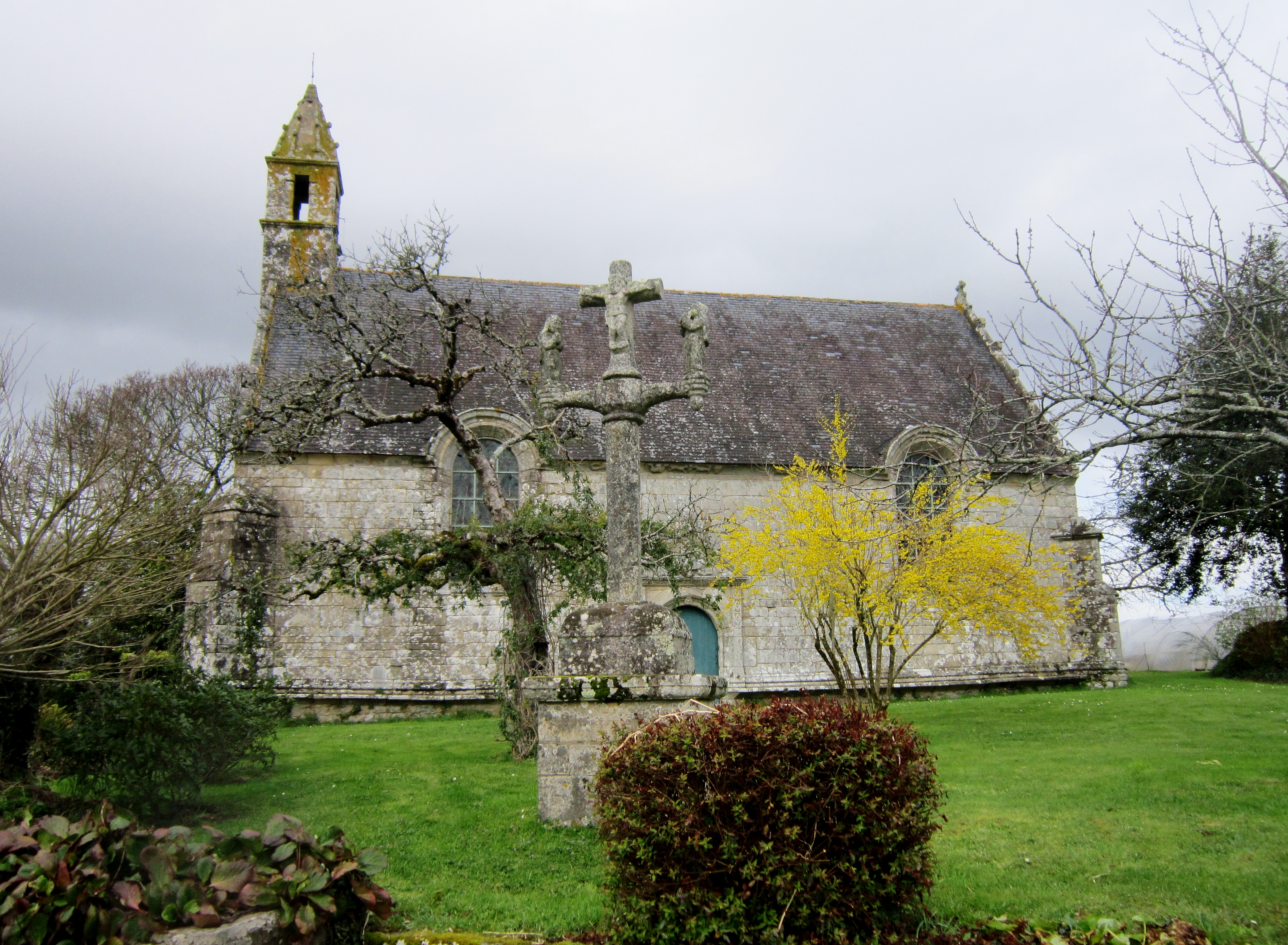
Chapelle Notre-Dame-de-Tréavrec et son calvaire, vue d'ensemble.
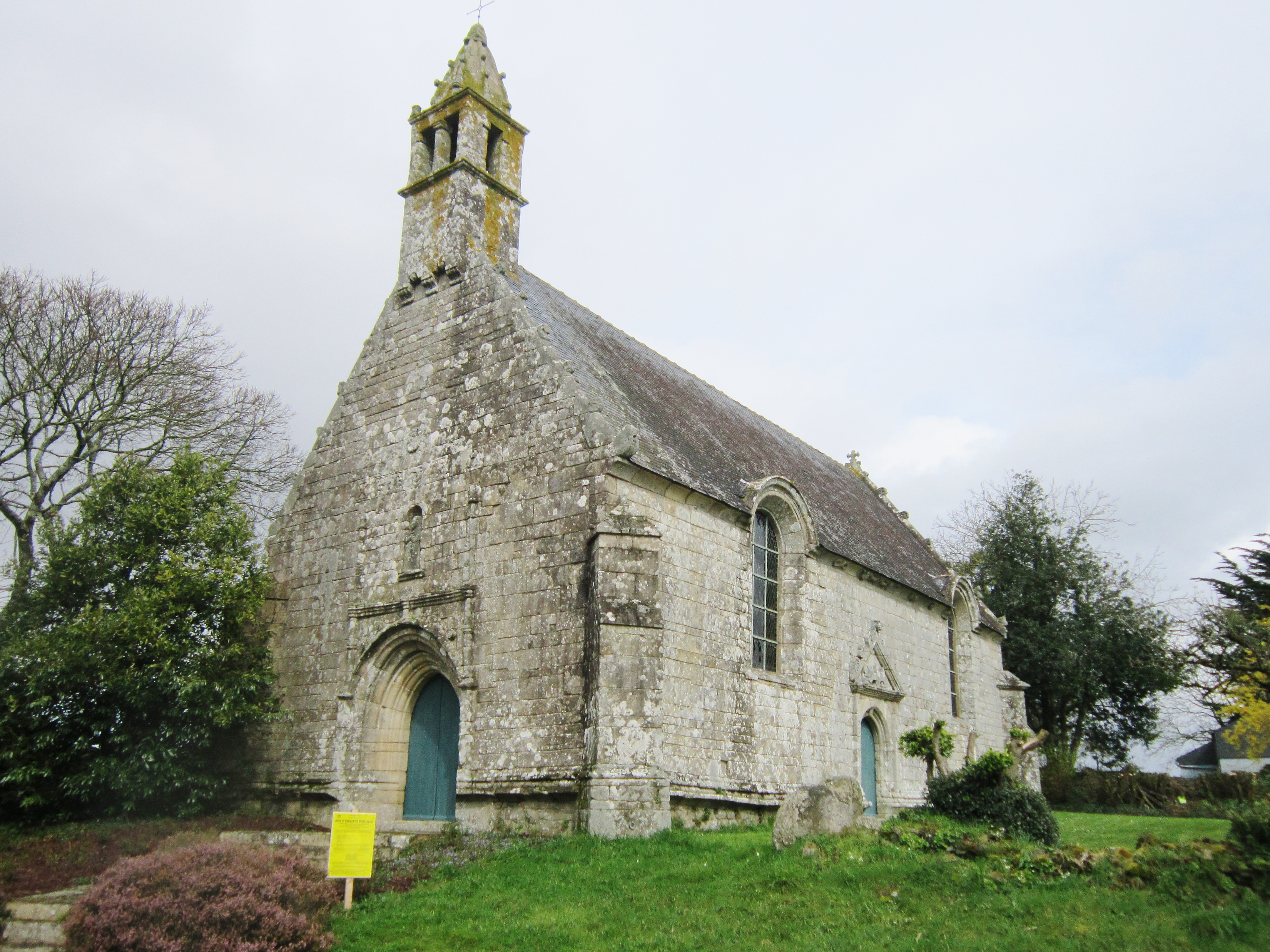
Chapelle Notre-Dame-de-Grâce à Tréavrec, vue extérieure d'ensemble.
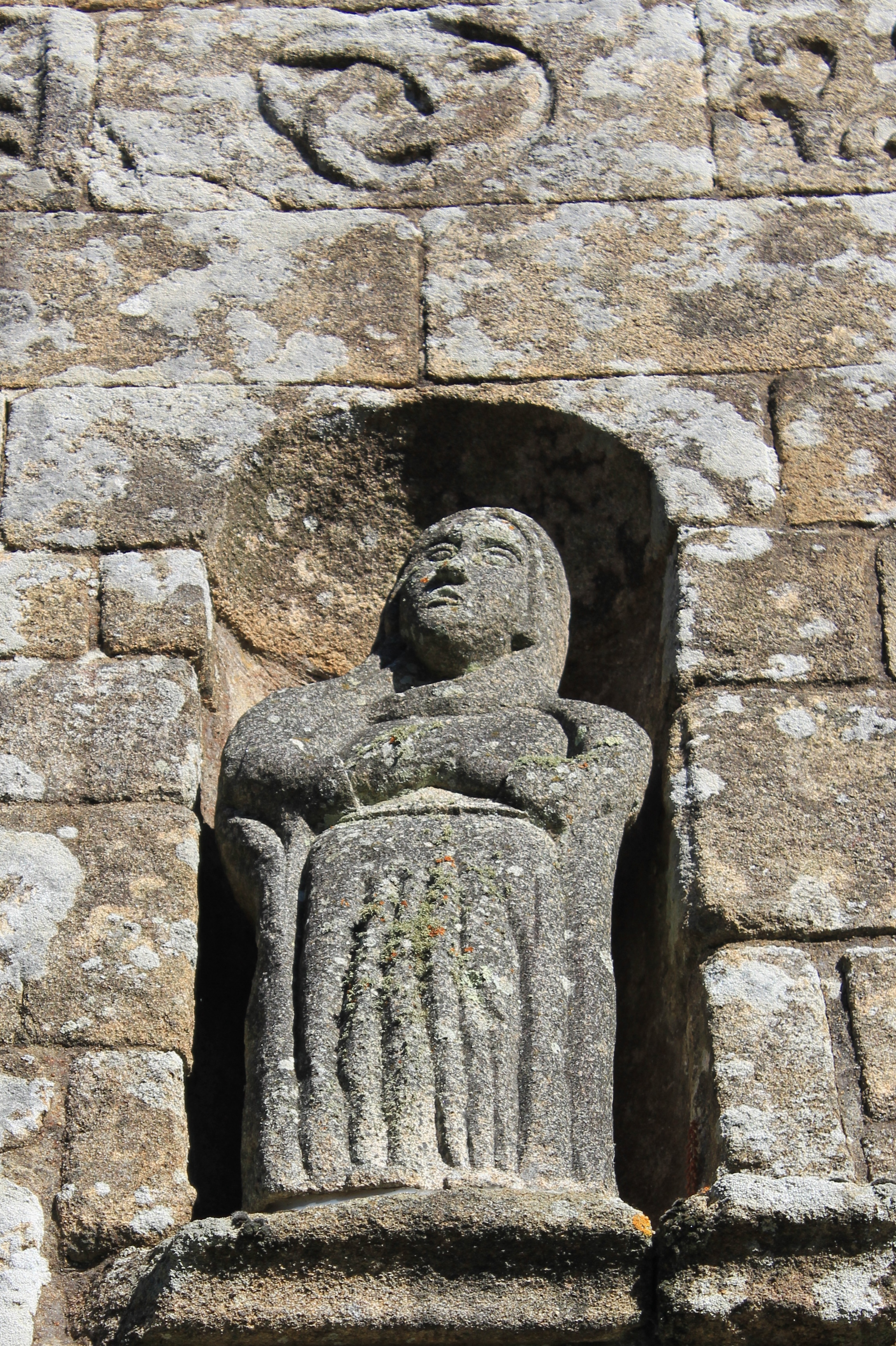
Chapelle Notre-Dame-de-Tréavrec : statue extérieure.